# Polysyncraton arvum
Polysyncraton arvum är en sjöpungsart som beskrevs av Kott 2004. Polysyncraton arvum ingår i släktet Polysyncraton och familjen Didemnidae. Inga underarter finns listade i Catalogue of Life.